# Ужо (озеро, Невельский район)
Ужо — озеро в Туричинской волости на границе с Новохованской волостью Невельского района Псковской области. В 3 км к западу проходит граница с Белоруссией.
Площадь — 1,2 км² (или 116,2 га, с островами — 120,0 га). Максимальная глубина — 7,0 м, средняя глубина — 5,0 м.
Ближайший населённый пункт — деревня Башмаково — в 1,5 км к юго-западу от озера. Волостные центры Туричино в 9 км к югу, Новохованск — в 9 км к востоку.
Проточное. Из озера вытекает река Ужица — приток Ущи (бассейна Дриссы, впадающей в Западную Двину).
Тип озера лещово-уклейный. Массовые виды рыб: щука, окунь, плотва, лещ, красноперка, язь, густера, пескарь, щиповка, верховка, уклея, линь, налим, вьюн, карась, карп (возможно).
Для озера характерно: илисто-песчаное дно, песок, глина.

## Топографические карты
- Лист карты N-35-12 Езерище. Масштаб: 1 : 100 000. Состояние местности на 1984 год. Издание 1987 г.
- Лист карты N-35-12-A — ФГУП «ГОСГИСЦЕНТР» Масштаб: в 1 см 500 м